# Houston ThunderBears
Die Houston ThunderBears waren ein Arena-Football-Team aus Houston (Texas), das in der Arena Football League (AFL) gespielt hat. Ursprünglich wurde das Franchise als Texas Terror gegründet.

## Geschichte

### Texas Terror (1996–1997)
Das Franchise wurde 1996 in Houston gegründet und spielte bis einschließlich 1997 in der AFL. Die Terror erlebten zwei schwache Jahr, da man nur sieben Siege in zwei Spielzeiten erreichen konnte und beide Male die Playoffs verpasste.
Nach dem Ende der Saison 1997 entschieden die Eigentümer, dass sich die Terror in Houston ThunderBears umbenennen würden. Zum einen seien sowohl das Logo als auch die Fanbase nicht würdig. Gründe dafür waren laut einem Bericht die einbrechenden Zuschauerzahlen. Eine Logo- und Namensänderung sollte dem Franchise zudem ein neues Gesicht und Image geben und die Region um Houston mehr ansprechen.

### Houston ThunderBears (1998–2001)
Gleich in der ersten Saison wurden die ersehnten Playoffs erreicht, man scheiterte allerdings in der ersten Runde an den Arizona Rattlers. Danach konnten die ThunderBears nie mehr als vier Siege pro Saison erringen. Die Playoffs wurden immer verpasst.
Nach der Saison 2000 verkaufte der Eigentümer der Thunder Bears, Leslie Alexander, dem auch die Houston Rockets aus der NBA gehören, das Franchise an die AFL. In ihrem letzten Jahr spielte das Franchise ihre Heimspiele nicht mehr in Houston, sondern traten als Showteam in verschiedenen Städten auf, deren Arena-Football-Markt erschlossen werden sollten.
Nach der Saison 2001 wurde das Franchise aufgelöst.

## Saisonstatistiken
| Jahr | Team                 | Liga | S | N  | Playoffs erreicht | Playoffrunde                               |
| ---- | -------------------- | ---- | - | -- | ----------------- | ------------------------------------------ |
| 1996 | Texas Terror         | AFL  | 1 | 13 | nein              |                                            |
| 1997 | Texas Terror         | AFL  | 6 | 8  | nein              |                                            |
| 1998 | Houston ThunderBears | AFL  | 8 | 6  | ja                | N Viertelfinale gg. Arizona Rattlers 36:50 |
| 1999 | Houston ThunderBears | AFL  | 4 | 10 | nein              |                                            |
| 2000 | Houston ThunderBears | AFL  | 3 | 11 | nein              |                                            |
| 2001 | Houston ThunderBears | AFL  | 3 | 11 | nein              |                                            |

## Zuschauerentwicklung
| Jahr | Team                 | Zuschauerdurchschnitt |
| ---- | -------------------- | --------------------- |
| 1996 | Texas Terror         | 9.045                 |
| 1997 | Texas Terror         | 4.275                 |
| 1998 | Houston ThunderBears | 4.697                 |
| 1999 | Houston ThunderBears | 3.022                 |
| 2000 | Houston ThunderBears | 3.396                 |
| 2001 | Houston ThunderBears | n/a                   |